# Вулканы Монтсеррата
Список действующих и потухших вулканов Монтсеррата.
| Название                       | Высота | Высота | Местоположение            | Последнее извержение |
| Название                       | Метры  | Футы   | Координаты                | Последнее извержение |
| Суфриер-Хилс                   | 915    | 3001   | 16°43′ с. ш. 62°11′ з. д. | 1995                 |
| Центральные холмы (Монтсеррат) |        |        |                           |                      |
| Серебряные холмы (Монтсеррат)  |        |        |                           |                      |